# Parmesà

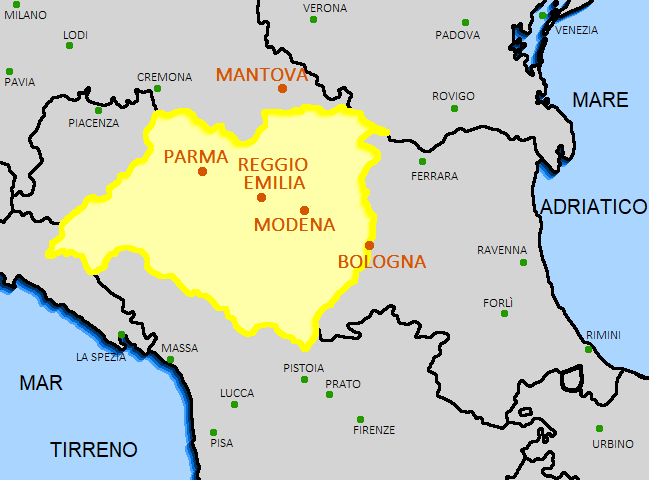
Àrea de producció del Parmigiano Reggiano DOP

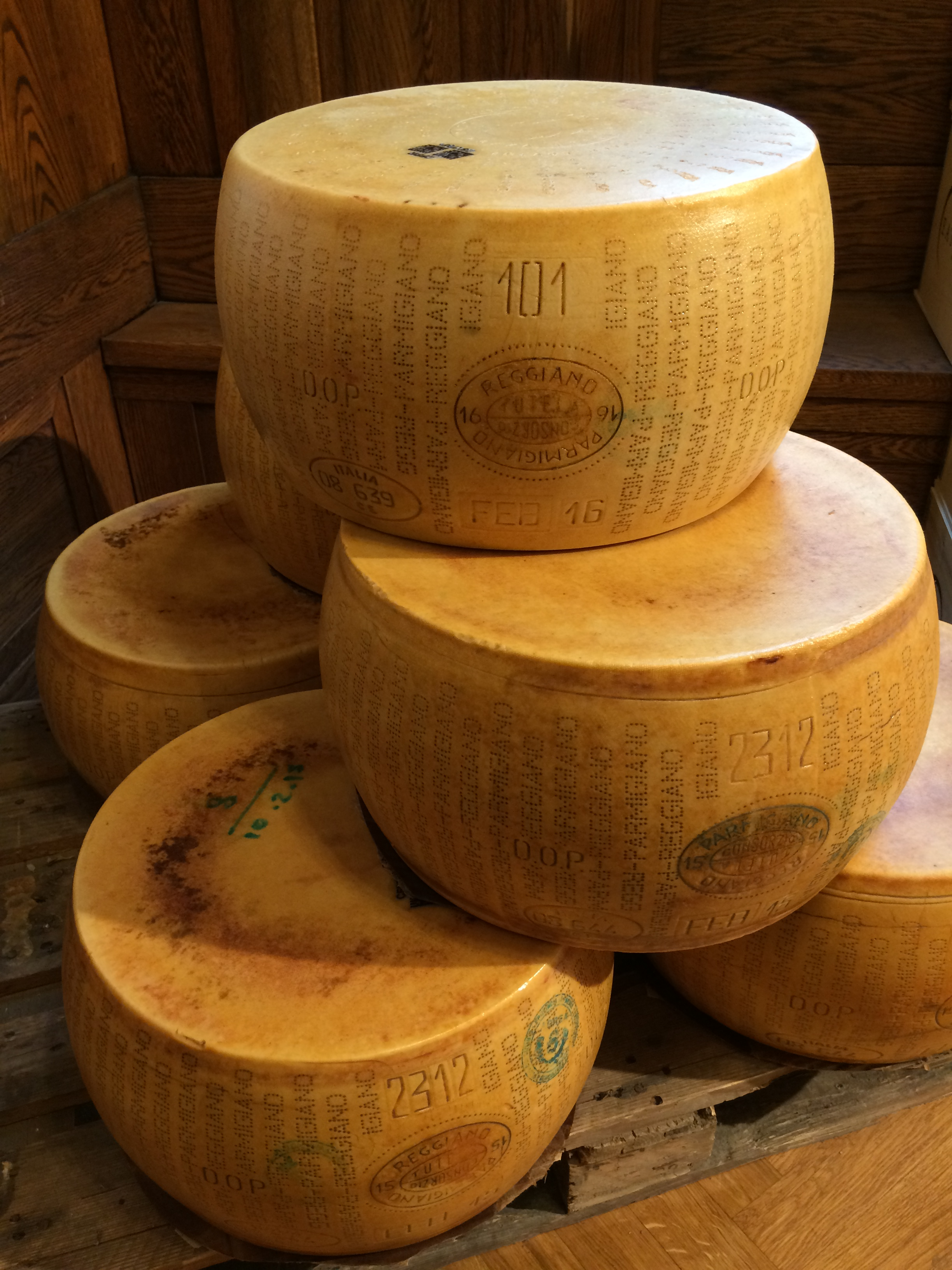
Parmesà

El parmesà (en italià parmigiano) és un formatge de pasta premsada cuita italià fet amb llet de vaca, de gust fort i maduració llarga, el nom és originari de la província italiana de Parma. La denominació italiana parmigiano reggiano és una Denominació d'Origen Protegida. Sobretot és emprat per assaonar i donar gust les pastes alimentoses. En la gastronomia italiana és habitual que els plats de pasta continguin una generosa dosi de parmesà.

## Història
Segons algunes fonts, l'ancestre del parmesà seria un formatge suís anomenat sbrinz. Durant l'edat mitjana, l'sbrinz va ser transportat a Itàlia des de Suïssa a través dels Alps. En aquella època el formatge es deia spalenkäse, prendria el nom de sbrinz al segle XVI. Els formatgers suïssos es van establir a Itàlia i van crear el parmesà que s'elabora amb la mateixa tècnica que l'sbrinz.
Actualment, les zones de Parma, Reggio Emilia, Mòdena i la riba esquerra del riu Reno de la regió de Bolonya, a més de la província de Màntua, a la dreta del riu Po, a la regió de la Llombardia, allotgen els productors qualificats per crear-lo. Un total 2.820 granges generen llet per als 330 operadors certificats que formen part de la DOP.

## Procés de producció
El parmesà és un formatge dur, de pasta no premsada, fet a partir de la llet de vaca crua. El formatge parmesà només es fa amb tres ingredients: llet de vaca, sal i quall. Les vaques han de menjar només herba o fenc.
Segons el temps que es deixa madurar rep els noms següents:
- Nuovo: 1 any
- Vecchio: 2 anys
- Stravecchio: 3 anys
- Stravecchione: 4 anys

El parmesà es deixa madurar en uns recipients grans d'acer inoxidable amb la forma de roda característica d'aquest formatge. El llarg procés de maduració li dona una escorça molt dura. El procés de producció del parmesà és del tot artesanal. El formatge es produeix amb llet munyida de vaca durant el vespre. Aquesta reposa durant una nit en dipòsits d'acer inoxidable. Després d'haver estat parcialment desnatada, s'hi afegeix llet de nit en una caldera de coure en forma de campana invertida. Durant el procés no s'hi afegeix cap tipus d'additiu, només sèrum i s’escalfa la barreja a una temperatura de 33°C. A continuació, s'hi afegeix el quall durant 12-15 minuts. La quallada es trenca en grans abans de coure-la durant cinc minuts fins a una temperatura de 55°C. Posteriorment, la massa es treu de la caldera i es talla per la meitat; cada meitat s’embolica amb un llençol de lli i es posa en motlles de fusta o metall, on el formatge obté la seva forma característica i s’incorpora un marcador de caseïna a la pela; el codi alfanumèric identifica de manera inequívoca cada roda on s'inscriu la inscripció puntejada “Parmigiano Reggiano”, el número de sèrie de la lleteria i la data de producció i any de la pell. El pes mitjà de cadascuna d'aquestes peces és d'uns 40 kg.
Tot seguit, les rodes es marquen amb un segell especial de marca, Després se segueix el procés de salat, que comporta la immersió de la roda de 16 a 20 dies en una solució natural de sal saturada. Les rodes es deixen madurar en prestatges de fusta en un entorn controlat de temperatura i humitat; aquesta etapa pot durar des de 12 mesos fins a dos anys.
Només els formatges que passen d'una selecció estricta es marquen amb la marca de foc oval després de 12 mesos de maduració. Depenent del temps es classifiquen en Mezzano (d'un any a 15 mesos), Parmigiano Reggiano PDO (d'un any a dos anys de maduració); i Parmigiano Reggiano PDO Extra pot arribar a una maduració de 10 anys. I òbviament, una maduració major, incrementa el preu.
Passats els 12 mesos el Consorzio Parmigiano-Reggiano inspecciona cada un dels formatges. Després de passar la prova de qualitat, cada formatge és marcat amb el segell del consorci.
Aquest formatge és d'un gust mitjà a fort; es menja normalment ratllat. És un formatge molt important en la gastronomia italiana per a acompanyar tota una sèrie de plats.

## Denominació d'Origen i imitacions
El nom del formatge prové del nom de la regió de Parma, encara que tradicionalment també es produeix a Reggio Emilia, Mòdena, Bolonya i Màntua al nord d'Itàlia. Hi ha moltes imitacions d'aquest formatge, però el veritable parmesà es coneix amb el nom de "Parmigiano-Reggiano" que és una Denominació d'Origen Protegida sotmesa a un procés de regulació molt estricte. Entre els formatges similars que sovint es venen com a "parmesà" cal mencionar el Grana Padano italià, el Reggianito de l'Argentina. A causa de la seva popularitat comercial, molts formatges de qualitat variable són produïts i venuts als Estats Units, entre altres països, sota el nom de "Parmesan cheese", encara que només el formatge amb l'etiqueta "Parmigiano Reggiano" és genuí. De fet, la majoria del parmesà que es ven als EUA no respecta el tradicional procés de producció ni la denominació d'origen protegida i, a més a més, conté hormones, potenciadors del sabor i conservants. Fins i tot la revista nord-americana Forbes va denunciar diverses vegades el frau que suposa per als consumidors dels EUA aquest fals parmesà. De fet, el 2015 les importacions de formatges d'Itàlia als EUA no arribaven al 2% de les falsificacions elaborades localment. A Europa també hi ha falsificacions: la multinacional Kraft va haver de deixar de vendre el seu formatge ratllat etiquetat com a “100% pur parmesà” perquè contenia ingredients no permesos i violava la norma de protecció de la denominació d'origen protegida.